# أل فورمان
أل فورمان (بالإنجليزية: Al Forman)‏ هو حكم كرة قاعدة ‏ أمريكي، ولد في 7 يوليو 1928 في موريستاون في الولايات المتحدة، وتوفي في 23 نوفمبر 2013 في نورفولك في الولايات المتحدة.